# Aina Rietz
Aina Cecilia Rietz, född 16 april 1885 i Göteborg, död 8 december 1947 i Göteborg, var en svensk krigssjuksköterska. Hon tjänstgjorde som sjuksköterska för Röda Korset under Första Balkankrigen 1912–1913 och i Persien 1932—1934. För sina insatser förärades hon flera medaljer och fick en gata uppkallad efter sig, Syster Ainas Gata på Guldheden i Göteborg.

## Biografi
Aina Rietz far Johan Albert Rietz var sjökapten och seglade över hela världen. Modern Torborg Ahrenberg kom från en känd välbärgad släkt i Göteborg. Aina Rietz hade en äldre bror vid namn Ture Rietz, som flyttade till USA i vuxen ålder. Själv hade Aina Rietz sin bas i Göteborg i en bostad nära Majorna, men företog många utlandsresor.
Aina Rietz gick i gymnasium på Majornas elementarläroverk för flickor i Göteborg och utbildade sig därefter till sjuksköterska på Sophiahemmets sjuksköterskeskola i Stockholm. Hennes första tjänstgöring var i Vänersborg och därefter i Halmstad, där hon tjänstgjorde vid regementet som översköterska. År 1921 kom hon till Sahlgrenska sjukhuset i Göteborg och arbetade där fram till sin pension år 1942, de sista åren som sjukhuskurator.
Aina Rietz hade tidigt drömmar om att göra något stort och uppoffrande. Denna ambition uppfyllde hon med råge. År 1912 for hon iväg med Röda Korsets ambulans till Belgrad, där hon var stationerad tillsammans med svenska läkare och sjuksköterskor under Första Balkankriget. Hon var utbildad kirurgsköterska och hennes uppgift var att ta hand om de sårade. Dessa kom nattetid till ett provisoriskt krigssjukhus, inrett i en skola. Vissa nätter kunde 200 skadade inkomma och det innebar en skyndsam sortering av vilka soldater som kunde räddas. Tidigt nästa morgon påbörjades sedan operationer. De lokala läkarna och sjuksköterskorna ansågs för okunniga, både i narkos, kirurgi och hygien. De avskedades omedelbart och ersattes av svenska läkare och sjuksköterskor. Det första Balkankriget slutade i maj 1913. Svenskarna hade då redan åkt hem på grund av brist på medel. Detta var till stor besvikelse för Aina Rietz, som ville fullfölja arbetet. Balkanländerna var inte nöjda med fredsslutet och redan i juni 1913 utbröt det Andra Balkankriget, som pågick till oktober samma år. I Röda Korsets regi åkte Aina Rietz då på nytt dit tillsammans med sex andra sjuksköterskor och två läkare, men nu med tåg och båt till Thessaloniki i Grekland, där ett militärsjukhus upprättades i en privat bostad. Hon arbetade där i ett team av svenska och grekiska kirurger som tog emot de sårade varefter dessa, om så var möjligt, skickades till ett större sjukhus i Aten. Aina Rietz antog erbjudandet om att stanna kvar i Aten efter fredsslutet för att bygga upp kirurgsjukvården, framför allt för sjuksköterskor, under åren 1916—1917.
Hemresan till Sverige blev mycket dramatisk, eftersom första världskriget då hade brutit ut. Svenskarna tog sig till Italien och därefter med båt vidare till Sverige. Italien och Tyskland hade lovat att sänka alla fartyg de mötte på Medelhavet, men Aina Rietz ville ändå försöka komma hem. Det blev en stor glädje när hon kom hem till julen och var oskadd. Efter hemkomsten tjänstgjorde Aina Rietz som översköterska i Göteborg. Hon hade stort intresse för social verksamhet och skrev även dietföreskrifter om vilken kost som skulle ätas vid olika sjukdomar.
År 1932 fick Aina Rietz tillsammans med läkaren Gustav Möller i uppgift att modernisera och förbättra sjukvården i Teheran, Persien (nuvarande Iran). Bland annat skulle Aina Rietz starta en sjuksköterskeutbildning samtidigt som hon tjänstgjorde som operationssjuksköterska vid Shahens sjukhus i Teheran. Aina Rietz var i Persien under åren 1932–1934 och arbetade både som kirurgsköterska och med utbildning av sjuksköterskor. Hon tyckte emellertid att det var svårt att driva igenom förändringar i Persien, på grund av besvärlig och tungrodd byråkrati. När hon blev erbjuden att stanna ett tredje år tackade hon därför nej.
Väl hemma fortsatte hon arbeta vid Sahlgrenska sjukhuset. Hon var politiskt aktiv, verkade för Högerpartiet och drev olika kvinnofrågor. Hennes bedrifter såväl i Balkan som i Persien tilldrog sig stort intresse hos allmänheten. Hon åkte landet runt och höll föredrag och förärades medaljer och priser för sina insatser. År 1914 fick hon Svenska röda korsets förtjänstmedalj i silver, samma år Serbiska röda korsets förtjänstmedalj i silver samt Serbiska fälttågs förtjänstmedalj i guld, år 1915 Grekiska fälttågs förtjänstmedalj i brons och Grekiska röda korsets förtjänstmedalj i silver, samt Persisk förtjänstmedalj år 1934.
Aina Rietz avled hastigt på en tågresa från Göteborg till Halmstad den 8 december år 1947. Hon ligger begravd på Mariebergs kyrkogård i Göteborg.